# Telomantis lamperti
Telomantis lamperti es una especie de mantis de la familia Mantidae.

## Distribución geográfica
Se encuentra en Kenia Madagascar Malaui y Tanzania.